# Finansiellt oberoende
Ekonomiskt oberoende innebär att ha tillräckligt med inkomster för att betala sina levnadskostnaderna för resten av sitt liv utan att behöva arbeta eller be andra om pengar.
Det finns många strategier för att uppnå ekonomiskt oberoende, var och en med sina egna fördelar och nackdelar.

## Passiva inkomstkällor i urval
Följande är en icke uttömmande lista över källor till passiva inkomster som potentiellt ger ekonomiskt oberoende. 
- Företagsägande
- Utdelning från aktier och obligationer
- Ränta från insättningskonton, pengemarknadskonton eller lån
- Livränta
- Patentlicensiering
- Pension
- Hyresfastighet
- Patent
- Royalty från konstnärliga verk, t.ex. fotografier, böcker, musik etc.